# Friedrich Seitz
Friedrich Fritz Seitz (12 de junho de 1848, Günthersleben-Wechmar, Turíngia - 22 de maio de 1918) foi um compositor alemão da Era Romântica. Era um violinista.
Seitz estudou violino com Karl Wilhelm Uhlrich em Sondershausen, Alemanha; mais tarde casou-se com a filha de Uhlrich. Em 1874 tornou-se estudante de Johann Christoph Lauterbach. Tornou-se diretor musical em Sondershausen, e a partir daí foi chefe de orquestra em Magdeburgo. Em 1884 era o "Hofkonzertmeister" (condutor da orquestra da corte) em Dessau.
Algumas de suas músicas são encontradas no método Suzuki.

## Composições
- Schüler-Konzert Nr. 1 em D maior para violino e piano, Op. 7
- Schüler-Konzert Nr. 2 em G maior para violino e piano, Op. 13
- Schüler-Konzert Nr. 3 em G menor para violino e piano, Op. 12
- Schüler-Konzert Nr. 4 em D maior para violino e piano, Op. 15
- Zigeuner kommen para violino e piano, Op. 16, No. 4
- Schüler-Klaviertrio Nr. 1 em C maior para violino, cello e piano, Op. 18
- Romanze und Intermezzo, Op. 21
- Schüler-Konzert Nr. 5 em D maior para violino e piano, Op. 22
- Konzert in einem Satz zum Studium und Konzertgebrauch em A menor para violino e piano ou orquestra, Op. 25
- Drei Grabgesänge für gefallene Krieger para coro misto, Op. 28; poesia por August Sieghardt
- Schüler-Konzert Nr. 6 em G maior para violino e piano, Op. 31
- Schüler-Konzert Nr. 7 em D menor para violino e piano, Op. 32
- Quartet em G Maior para 2 violinos (ou violino e viola), cello e piano, Op. 35
- Konzertstück em A maior para violino e piano, Op. 36
- Schüler-Konzert Nr. 8 em G maior para violino e piano, Op. 38
- Ungarische Rhapsodie para violino e piano, Op. 47
- Schüler-Konzert Nr. 8 em A maior para violino e piano, Op. 51
- Die Passion, Oratorio para solistas, coro, orquestra e órgão
- Zwei neue Vortragsstücke para violino e piano

1. Andante espressivo
2. Allegro vivace

- Schüler-Klaviertrio Nr. 2 para violino, cello e piano
- Schüler-Klaviertrio Nr. 3 para violino, cello e piano
- pequenos trabalhos para violino e piano (Opp. 41, 45, 46)